# 拉马尔 (科罗拉多州)
拉马尔（英語：Lamar），是美国科罗拉多州普洛韦斯县下属的一座城市。建市于1886年12月5日，面积大约为44.061平方英里（114.116平方公里）。根据2010年美国人口普查，该市有人口7,804人。2011年估计该市有人口7,925人，相比2010年人口增长率为1.55%。同时，论人口该市是科罗拉多州第54大城市。